# Thamnophis marcianus
Espèce
Synonymes
- Eutaenia marcianus Baird & Girard, 1853
- Eutaenia praeocularis Bocourt, 1892
- Thamnophis arabdotus Andrews, 1937
- Thamnophis ruthveni Hartweg & Oliver, 1940
- Thamnophis bovalli Dunn, 1940

Statut de conservation UICN

 LC  : Préoccupation mineure
Thamnophis marcianus est une espèce de serpents de la famille des Natricidae.

## Répartition
Cette espèce se rencontre :
- dans le sud-ouest des États-Unis ;
- au Mexique ;
- au Belize ;
- au Honduras ;
- au Nicaragua ;
- au Costa Rica.

Sa présence est incertaine au Guatemala et au Salvador.

## Liste des sous-espèces
Selon The Reptile Database (6 septembre 2013) :
- Thamnophis marcianus bovalli Dunn, 1940
- Thamnophis marcianus marcianus (Baird & Girard, 1853)
- Thamnophis marcianus praeocularis (Bocourt, 1892)

## Description
Cette espèce est ovovivipare.

## Étymologie
Cette espèce est nommée en l'honneur de Randolph B. Marcy.

## Publications originales
- Baird & Girard, 1853 : Catalogue of North American Reptiles in the Museum of the Smithsonian Institution. Part 1.-Serpents. Smithsonian Institution, Washington, p. 1-172 (texte intégral).
- Bocourt, 1892 : Note sur un Ophidien appartenant au genre Eutaenia. Le Naturaliste (Paris), sér. 2, vol. 6, p. 278 (texte intégral).
- Dunn, 1940 : Notes on some American lizards and snakes in the Museum at Goteborg. Herpetologica, vol. 1, p. 189-194.